# アデノシン
アデノシン（Adenosine）とは、アデニンとリボースからなるヌクレオシドである。アデニンとリボースは、β-N9-グリコシド結合している。地球生物の生体内に普遍的に見られる物質の1つである。

## 構造
アデノシンの分子式はC10H13N5O4であるため、分子量は約267である。ところで、アデノシンのアデニンはプリン塩基の1つであり、平面的な分子であり、構造的に嵩張っている。そして、アデニンの9位の窒素に付いていた水素と、リボースの1位の炭素に付いていたヒドロキシ基とが、脱水縮合している。
この関係で、リボースにグリコシド結合した場合には、単結合であっても、その単結合を軸とした回転が、立体障害のために制限される。この結果、アデニンとリボースは、シン形（syn form）とアンチ形（anti form）の2種類の構造を採り得る。なお、天然にはシン形もアンチ形の両方が存在するものの、エネルギー的に有利なアンチ形の方が多い。

## 生理学・生化学
アデノシンは、生体内で生合成されるだけでなく、様々な分子の部品の一部として使われている。また、アデノシン自体も、ヒトなどでは生理活性を有する。

### 生理活性
アデノシンはアデノシン受容体のアゴニストである。ただし、アデノシン受容体にもサブタイプが存在する。例えば、A1受容体と、A2受容体が存在し、受容体によって作用が異なる。以下に、その例を挙げる。

#### 血管平滑筋
アデノシンは、様々な理由で細胞内から細胞外へ分泌される事が知られている。例えば、異常な低酸素におかれた組織の細胞からも、アデノシンは分泌される。低酸素状態に陥った組織の細胞からアデノシンが分泌されると、付近の血管の平滑筋に作用して、これを受けて血管平滑筋が弛緩する事で血管を拡張させて、局所で血流を増加させようとする。また、細胞での代謝活動が亢進した際にも、アデノシンは細胞外へと放出される。例えば、骨格筋が激しい運動を行っている際にも、アデノシンが細胞外へと放出され、これが周囲の血管平滑筋に作用して、血管を弛緩させる。骨格筋への血流を増加させる要因の1つである事も知られている。
なお、この血管を弛緩させる作用は、血管平滑筋のA2受容体がアデノシンを検知した際の反応である。実は、腎臓の輸入細動脈の血管平滑筋には、A1受容体が発現しており、こちらにアデノシンが作用すると、逆に輸入細動脈は収縮する。しかしながら、ほとんどの血管では、A2受容体にアデノシンが作用した結果として発生する血管の弛緩作用の方が、より優位である。

#### 心筋
心筋にもアデノシンA1受容体が発現しており、心筋のアデノシンA1受容体がアデノシンを検知すると、心臓の活動量を低下させる。

#### 中枢神経系
アデノシンは神経伝達物質ではないものの、中枢神経系でもニューロンやグリア細胞から細胞外へと遊離して、神経系の活動を調節する物質の1つである事が知られている。
中枢神経の中核である大脳に対し、アデノシンが及ぼす最たる作用は誘眠効果である。疲労に伴い体内で産生されたアデノシンが脳内のアデノシン受容体に結合すると、覚醒を維持しているヒスタミンの放出が抑制されるため、眠気を及ぼす。なお、パーキンソン病においては大脳基底核に存在するアデノシン受容体のうちA2aに属する器官がドーパミン欠乏による不調をきたしており、この改善が病状緩和に繋がることが知られている。

#### アデノシン受容体のアンタゴニスト
カフェインはアデノシン受容体をブロックする、アンタゴニストの1つである。さらにカフェインは血液脳関門も突破するため、脳内でも作用する。したがって、カフェインによって、アデノシンの生理作用は抑制される。例えば、エリタデニンなど、カフェイン以外のアデノシン受容体のアンタゴニストでも、同様にアデノシンの生理作用は抑制され、加えて、血液脳関門を突破する場合には、脳内でのアデノシンの生理作用も抑制する。

### 代謝・排泄
アデノシンは、アデノシンキナーゼによってリン酸化され、AMPに変換される。
一方でアデノシンはアデノシンデアミナーゼによって、プリン環に結合しているアミノ基が取り外され、イノシンに変換される場合もある。イノシンは、リボースが外されてヒポキサンチンに変えられる。ヒポキサンチンの一部は、酵素によって5-ホスホリボシル-1-ピロリン酸と反応させて、IMPに変換し、その後、多段階の反応を経て、AMPやGMPなどとして再利用される。逆に余剰なヒポキサンチンは、ヒトの場合で尿酸まで酸化され、余剰な尿酸は尿中へと排泄される。参考までに、ウリカーゼを発現している動物は、尿酸をアラントインに酸化して、さらに水溶性を高め、これを尿中へと排泄する。

## 応用
アデノシンを配合したクリームやマイクロニードル加工された製品が、老化によるシワの改善のために使われており、共に有効とされ約20人が参加した試験では安全性の問題は見られなかった。84人を被験者として、アデノシンクリームとマイクロニードル加工のヒアルロン酸を使い、これら単独と併用を比較した試験では、目の周りのシワの改善度に有意な差は見られなかったものの、安全性の問題も無かった。

## 関連分子
アデノシンに関連する分子は、地球生物の生体内で重要な役割を担っている。

### アデニン
DNAやRNAの塩基の1つとして遺伝情報の記録に用いられている。また、m-RNAなどの含めた遺伝情報に関連した分子以外に、当然ながらリボソームやリボザイムなどにも、塩基の1つとして結合している。

### ATP、ADP、AMP、cAMP
生化学過程でもATPやADPの一部としてエネルギー輸送に関わる。また、ADPなどは情報伝達に関わる事もある。加えて、cAMPは細胞内のシグナル伝達に関わったりする。
なお、ヌクレオチダーゼの作用によって、ATPはアデニル酸を経て、アデノシンに分解される事も知られている。また、植物ではAMPを利用して、多段階の反応を経て、植物の発育を調節するサイトカイニンの合成の際に、アデノシンのプリン塩基の部分を供与するように、動物以外の代謝などにもアデノシンの関連物質は関わっている。

### S-アデノシルメチオニン
S-アデノシルメチオニンは、アデノシンのリボースの5位の炭素に、メチオニンの硫黄が結合し、硫黄が正電荷を帯びた分子である。ヒトなどで、メチル基の供与体として知られる。